# Bahnstation Unterbalbach
Bahnstation Unterbalbach ist ein aufgegangener Wohnplatz bei namengebenden ehemaligen Bahnhof Unterbalbach auf der Gemarkung des Lauda-Königshofener Stadtteils Unterbalbach im Main-Tauber-Kreis im fränkisch geprägten Nordosten Baden-Württembergs.

## Geographie
Der aufgegangene Wohnplatz Bahnstation Unterbalbach liegt etwa 400 Meter westlich von Unterbalbach am linken Rand des Taubertals beim ehemaligen Bahnhof Unterbalbach.

## Geschichte
Auf dem Messtischblatt Nr. 6424 „Königshofen“ von 1881 war der Ort als Station verzeichnet.
Der Wohnplatz kam als Teil der ehemals selbständigen Gemeinde Unterbalbach am 1. Januar 1975 zur Stadt Lauda-Königshofen, als sich die Stadt Lauda mit der Stadt Königshofen und der Gemeinde Unterbalbach im Rahmen der Gebietsreform in Baden-Württemberg vereinigte.

## Kulturdenkmale
Kulturdenkmale in der Nähe des Wohnplatzes sind in der Liste der Kulturdenkmale in Lauda-Königshofen verzeichnet.

## Verkehr
Der Ort ist aus Richtung Unterbalbach über die Verlängerung der Beethovenstraße bzw. über den Taubertalradweg zu erreichen.